# محافظة إنجي
محافظة إنجي (إنجي غون) هي محافظة في مقاطعة غانغوون، كوريا الجنوبية، وبلغ عدد سكانها 34،120 نسمة عام 2000.

## المناخ
يظهر الجدول التالي التغييرات المناخية على مدار السنة لمحافظة إنجي:
| البيانات المناخية لـمحافظة إنجي                                               | البيانات المناخية لـمحافظة إنجي | البيانات المناخية لـمحافظة إنجي | البيانات المناخية لـمحافظة إنجي | البيانات المناخية لـمحافظة إنجي | البيانات المناخية لـمحافظة إنجي | البيانات المناخية لـمحافظة إنجي | البيانات المناخية لـمحافظة إنجي | البيانات المناخية لـمحافظة إنجي | البيانات المناخية لـمحافظة إنجي | البيانات المناخية لـمحافظة إنجي | البيانات المناخية لـمحافظة إنجي | البيانات المناخية لـمحافظة إنجي | البيانات المناخية لـمحافظة إنجي |
| الشهر                                                                         | يناير                           | فبراير                          | مارس                            | أبريل                           | مايو                            | يونيو                           | يوليو                           | أغسطس                           | سبتمبر                          | أكتوبر                          | نوفمبر                          | ديسمبر                          | المعدل السنوي                   |
| ----------------------------------------------------------------------------- | ------------------------------- | ------------------------------- | ------------------------------- | ------------------------------- | ------------------------------- | ------------------------------- | ------------------------------- | ------------------------------- | ------------------------------- | ------------------------------- | ------------------------------- | ------------------------------- | ------------------------------- |
| الدرجة القصوى °م (°ف)                                                         | 11.7 (53.1)                     | 18.6 (65.5)                     | 22.6 (72.7)                     | 31.2 (88.2)                     | 33.0 (91.4)                     | 35.4 (95.7)                     | 36.3 (97.3)                     | 37.3 (99.1)                     | 33.2 (91.8)                     | 28.6 (83.5)                     | 24.2 (75.6)                     | 16.3 (61.3)                     | 37.3 (99.1)                     |
| متوسط درجة الحرارة الكبرى °م (°ف)                                             | 1.0 (33.8)                      | 4.2 (39.6)                      | 10.0 (50.0)                     | 18.0 (64.4)                     | 22.9 (73.2)                     | 26.6 (79.9)                     | 28.1 (82.6)                     | 28.7 (83.7)                     | 24.5 (76.1)                     | 18.9 (66.0)                     | 10.7 (51.3)                     | 3.7 (38.7)                      | 16.5 (61.7)                     |
| المتوسط اليومي °م (°ف)                                                        | −5.2 (22.6)                     | −2.2 (28.0)                     | 3.5 (38.3)                      | 10.6 (51.1)                     | 15.7 (60.3)                     | 20.0 (68.0)                     | 23.1 (73.6)                     | 23.3 (73.9)                     | 18.1 (64.6)                     | 11.6 (52.9)                     | 4.5 (40.1)                      | −2.0 (28.4)                     | 10.1 (50.2)                     |
| متوسط درجة الحرارة الصغرى °م (°ف)                                             | −11.0 (12.2)                    | −8.1 (17.4)                     | −2.3 (27.9)                     | 3.5 (38.3)                      | 9.2 (48.6)                      | 14.6 (58.3)                     | 19.3 (66.7)                     | 19.4 (66.9)                     | 13.5 (56.3)                     | 6.0 (42.8)                      | −0.9 (30.4)                     | −7.2 (19.0)                     | 4.7 (40.5)                      |
| أدنى درجة حرارة °م (°ف)                                                       | −25.9 (−14.6)                   | −24.5 (−12.1)                   | −14.9 (5.2)                     | −7.0 (19.4)                     | 0.1 (32.2)                      | 3.4 (38.1)                      | 9.8 (49.6)                      | 9.0 (48.2)                      | 0.7 (33.3)                      | −6.5 (20.3)                     | −14.0 (6.8)                     | −22.8 (−9.0)                    | −25.9 (−14.6)                   |
| الهطول مم (إنش)                                                               | 17.5 (0.69)                     | 20.7 (0.81)                     | 38.0 (1.50)                     | 61.1 (2.41)                     | 97.7 (3.85)                     | 118.2 (4.65)                    | 307.2 (12.09)                   | 294.0 (11.57)                   | 156.4 (6.16)                    | 40.7 (1.60)                     | 39.5 (1.56)                     | 19.7 (0.78)                     | 1٬210٫5 (47.66)                 |
| متوسط أيام هطول الأمطار (≥ 0.1 mm)                                            | 6.7                             | 6.2                             | 7.9                             | 7.3                             | 9.1                             | 9.9                             | 14.9                            | 13.3                            | 8.3                             | 5.6                             | 7.0                             | 6.2                             | 102.4                           |
| متوسط الأيام المثلجة                                                          | 9.4                             | 7.4                             | 4.9                             | 0.7                             | 0.0                             | 0.0                             | 0.0                             | 0.0                             | 0.0                             | 0.1                             | 2.1                             | 6.5                             | 30.8                            |
| متوسط الرطوبة النسبية (%)                                                     | 67.4                            | 64.0                            | 62.0                            | 57.5                            | 65.7                            | 71.7                            | 79.0                            | 79.2                            | 77.2                            | 72.9                            | 69.6                            | 68.7                            | 69.6                            |
| ساعات سطوع الشمس الشهرية                                                      | 160.5                           | 159.9                           | 192.0                           | 211.8                           | 224.1                           | 205.2                           | 159.0                           | 174.3                           | 175.7                           | 175.7                           | 139.5                           | 146.2                           | 2٬128٫1                         |
| نسبة وصول أشعة الشمس                                                          | 52.5                            | 52.6                            | 51.8                            | 53.6                            | 50.8                            | 46.3                            | 35.3                            | 41.3                            | 47.1                            | 50.5                            | 45.8                            | 49.3                            | 47.8                            |
| المصدر: Korea Meteorological Administration (percent sunshine and snowy days) |                                 |                                 |                                 |                                 |                                 |                                 |                                 |                                 |                                 |                                 |                                 |                                 |                                 |

## وصلات خارجية
- الصفحة الرئيسية لحكومة محافظة إنجي